# Ronnie Corbett
Ronnie Corbett (né le 4 décembre 1930 – mort le 31 mars 2016) est un comédien, écrivain et animateur de radio britannique. Il est surtout connu pour son duo avec Ronnie Barker dans The Two Ronnies (en). Il s'est également distingué dans la comédie satirique The Frost Report (en) ainsi que dans des comédies de situation telles No – That's Me Over Here! (en), Now Look Here (en) et Sorry!.

## Biographie
Corbett naît à Édimbourg. Il est le fils de William Balfour Corbett (1898–1974) et d'Annie Elizabeth (née Main) Corbett (1900–1991). Il a un frère et une sœur plus jeunes que lui.
Corbett fait des études au James Gillespie's High School (en) et au Royal High School. Après la fin de ses études, il décide de devenir acteur après avoir joué dans quelques pièces théâtrales amateures.

## Filmographie

### Cinéma
| Année | Titre                                    | Rôle                    |
| ----- | ---------------------------------------- | ----------------------- |
| 1952  | You're Only Young Twice                  | étudiant                |
| 1956  | Fun at St. Fanny's (en)                  | Chumleigh               |
| 1957  | Rockets Galore!                          | Drooby                  |
| 1962  | Operation Snatch (en)                    | Soldat (non-crédité)    |
| 1967  | Casino Royale                            | Polo                    |
| 1970  | Some Will, Some Won't (en)               | Herbert Russell         |
| 1970  | The Rise and Rise of Michael Rimmer (en) | Interviewer             |
| 1973  | No Sex Please, We're British             | Brian Runnicles         |
| 1997  | Créatures féroces                        | Reggie Sea Lions        |
| 2010  | Burke and Hare                           | Capitaine Tam McLintoch |

### Télévision
| Année     | Titre                                | Rôle                                                |
| --------- | ------------------------------------ | --------------------------------------------------- |
| 1953      | Rheingold Theatre (en)               | Young Hooligan                                      |
| 1955      | The Vise (en)                        |                                                     |
| 1957      | Sheep's Clothing                     | Valet                                               |
| 1957–1958 | Crackerjack                          | Various roles (regular)                             |
| 1963      | The Saint                            |                                                     |
| 1966–1967 | The Frost Report (en)                |                                                     |
| 1967–1970 | No – That's Me Over Here! (en)       | Ronnie                                              |
| 1969      | Hark at Barker (en)                  |                                                     |
| 1970      | Jackanory (en)                       |                                                     |
| 1971–1973 | Now Look Here (en)                   | Ronnie                                              |
| 1974      | The Prince of Denmark                | Ronnie                                              |
| 1971–1987 | The Two Ronnies (en)                 |                                                     |
| 1981–1988 | Sorry!                               | Timothy Lumsden                                     |
| 1994–1996 | Small Talk                           | animateur                                           |
| 1998      | Timbuctoo (en)                       | Narrateur et tous les personnages sauf Giant Squeak |
| 1998      | The Ben Elton Show (en)              | lui-même                                            |
| 2000      | Cinderella ITV Panto (en)            | Griselda (l'une des sœurs)                          |
| 2004      | The Keith Barret Show (en)           | lui-même avec sa femme                              |
| 2004      | Monkey Trousers (en)                 |                                                     |
| 2005      | The Scottish Golf Show (en)          | lui-même                                            |
| 2005      | The Two Ronnies Sketchbook (en)      |                                                     |
| 2006      | Extras                               | lui-même                                            |
| 2006      | Little Britain Abroad                | lui-même                                            |
| 2008      | Love Soup                            | Gordon Baxter                                       |
| 2009      | Sarah Jane Adventures (Comic Relief) | Ambassadeur "Rani" Ranius/Slitheen                  |
| 2010      | The One Ronnie (en)                  | lui-même                                            |
| 2011      | Ronnie Corbett's Comedy Britain      | lui-même                                            |
| 2013      | Ronnie's Animal Crackers             | lui-même                                            |